# Памятник воинам-землякам (Тит-Эбя)
«Памятник воинам-землякам, погибшим в годы Великой Отечественной войны (1941—1945)» — мемориальный комплекс, посвящённый памяти воинов участников Великой Отечественной войны в селе Тит-Эбя, 1-й Жемконского наслега, Хангаласского улуса, Республики Саха (Якутия). Памятник истории и культуры регионального значения.

## Общая информация
После победоносного окончания Великой Отечественной войны в городах и сёлах республики Якутия стали активно возводить первые памятники и мемориалы, посвящённые павшим солдатам. Памятник воинам-землякам был установлен в самом центре села Тит-Эбя Хангаласского улуса по улице Ветеранов Скрябиных. В 1975 году в дни празднования 30-летия Победы в Великой Отечественной войне памятник был установлен и торжественно открыт.

## История
По архивным сведениям и документам, в годы Великой Отечественной войны из села Тит-Эбя на фронт были призваны 180 человек, из них только около 90 возвратились домой к мирной жизни.

## Описание памятника
Мемориальный комплекс включает в себя: прямоугольную стелу в центральном месте композиции, с двух сторон которой установлены 2 плиты, 2 флагштока. Прямоугольная стела выполнена из железобетона и покрашена в белый цвет. Общая высота её составляет 4,6 метра. Стела установлена на двухступенчатом основании. На её лицевой грани размещён барельеф головы солдата в каске, а также имеется надпись на табличке «вечная память павшим воинам».
С обеих сторон от стелы установлены прямоугольные железобетонные плиты на двух квадратных ногах. На плите с правой стороны имеются 47, а с левой стороны 41 фотографий земляков участников Великой Отечественной войны. С левой и с правой стороны мемориального комплекса расположены восемь флагштоков, высота труб которых 3 метра.
В соответствии с Постановлением Совета министров Якутской АССР «О состоянии и мерах по улучшению охраны памятников истории и культуры Якутской АССР» № 484 от 31.12.1976 года, памятник внесён в реестр объектов культурного наследия народов Российской Федерации и охраняется государством.